# Bulgaria Air
Bulgaria Air (en bulgare България Ер) est la compagnie aérienne nationale bulgare, dont le siège est à Sofia. La société est détenue par Himimport Inc. Depuis le 20 novembre 2008 Bulgaria Air est devenue membre de l'IATA. Les partenaires principaux sont Aeroflot, Air France, Air One, Austrian Airlines, Brussels Airlines, CSA, KLM, LOT Polish Airlines, Malév et Virgin Atlantic.

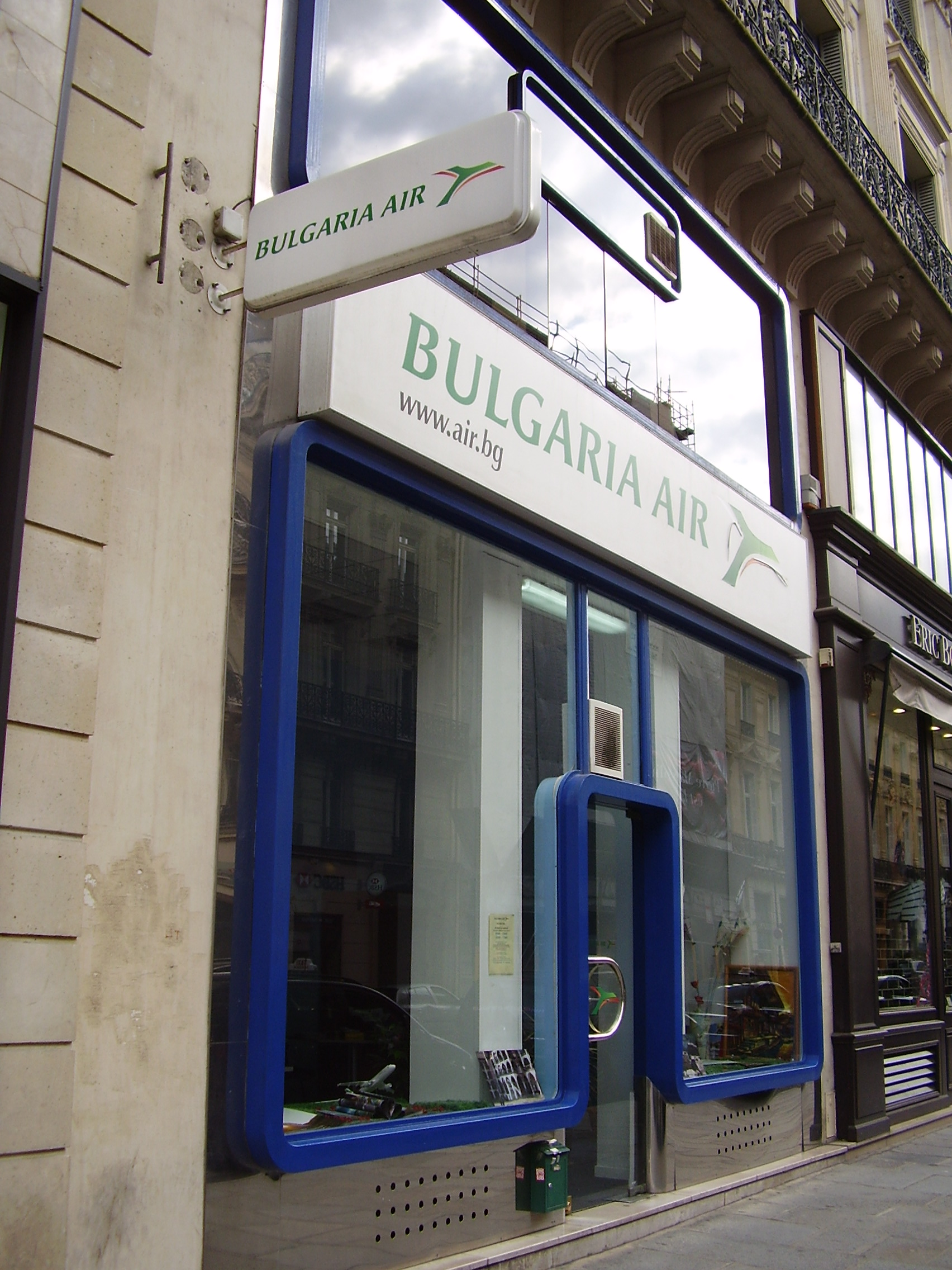
Bureau de Bulgaria Air à Paris

## Historique
La compagnie a été fondée en novembre 2002 par décision du ministre des Transports et des Communications pour reprendre le réseau de Balkan Bulgarian Airlines après sa faillite. L'exploitation du réseau a débuté le 4 décembre 2002. Le nom et le logo de la compagnie ont été choisis à la suite d'un concours ouvert au public.
Bulgaria Air a été privatisée en 2006. Une rumeur disait que le gouvernement souhaitait vendre la compagnie à un gros investisseur étranger mais c'est en fait un conglomérat de compagnies locales, mené par Hemus Air, qui a remporté le marché face à un unique concurrent italien Air One . Avant même le rachat par Hemus Air, les deux compagnies avaient déjà des accords de partage de code, entre autres sur la liaison Sofia-Berlin Tegel. Depuis le rachat, le pavillon Bulgaria Air regroupe également les flottes et réseaux des anciennes Hemus Air et Viaggio Air. Hemus Air a effectué un premier paiement de 6,6 millions d'euros et a promis d'investir 86 millions supplémentaires sur les cinq ans à venir . 15 nouveaux avions ont été ajoutés à la flotte pour étendre le réseau national.
En 2008, la compagnie a transporté 118 543 passagers, a fait un chiffre d'affaires de 534 millions de leva pour un bénéfice de 470 000 leva. 
La flotte de la société comptait 12 avions et desservait 27 destinations dans 19 pays.
en 2012, Bulgarian Airways Group a décidé de développé sa collaboration avec Lufthansa Technik Sofia en lui confiant la maintenance lourde sur ses appareils. Par ailleurs, elle a modifié sa stratégie en termes d'efficience, de coûts et de sécurité en modernisant sa flotte.
Bulgaria Air a annoncé avoir commandé 3 Airbus A321-200 qui devraient être livrés en 2016, pour desservir une clientèle de plus en plus grande sur certaines routes telles que Sofia-Paris/Madrid/Berlin et Londres.
En janvier 2016, Bulgaria Air a annoncé la réouverture des routes Sofia-Lisbonne et Sofia-Alicante qui avait été desservies de 2003 à 2009 .. Ces lignes ont à nouveau disparu avec la crise sanitaire liée à la COVID-19.

## Destinations

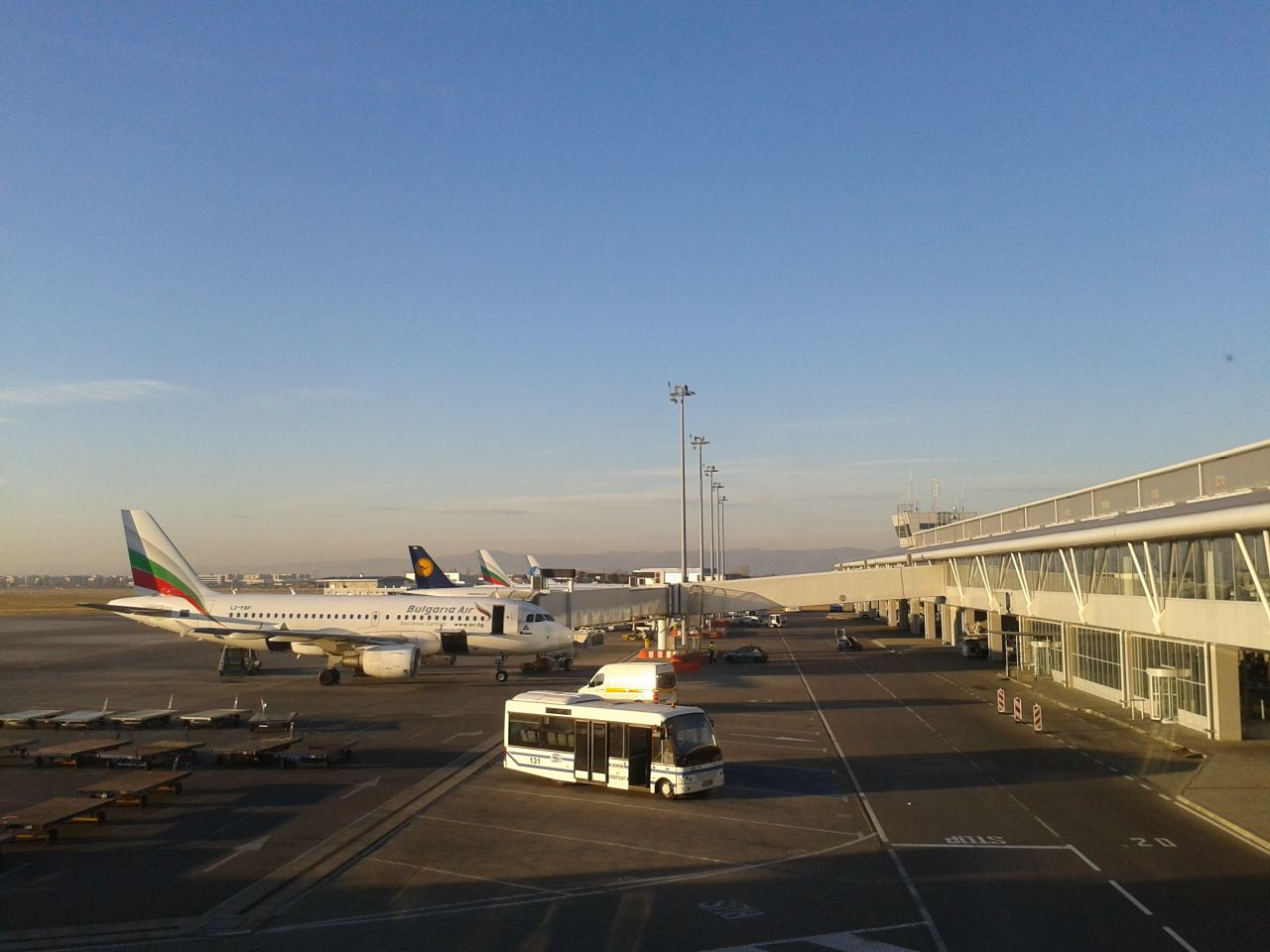
Bulgaria Air Airbus A319 à l'aéroport de Sofia

Bulgaria Air dessert les villes suivantes en lignes régulières (août 2022) à partir de son hub de Sofia  :
- Allemagne
  - Berlin (Berlin Tegel)
  - Francfort (Aéroport de Francfort)
- Autriche
  - Vienne (Aéroport de Vienne-Schwechat)
- Belgique
  - Bruxelles (Aéroport de Bruxelles)
- Bulgarie
  - Bourgas (Aéroport de Bourgas)
  - Varna (Aéroport de Varna)
- Chypre
  - Larnaca (Aéroport international de Larnaca)
- Espagne
  - Madrid (Aéroport international de Madrid-Barajas)
  - Malaga (Aéroport de Malaga)
  - Palma de Majorque (Aéroport de Palma de Majorque)
- France
  - Paris (Aéroport Roissy-Charles-de-Gaulle)
- Grèce
  - Athènes (Aéroport international d’Athènes Elefthérios-Venizélos)
  - Héraklion (Aéroport international d'Héraklion)
- Israël
  - Tel Aviv (Aéroport international David-Ben-Gourion)
- Italie
  - Rome (Aéroport Léonard-de-Vinci de Rome Fiumicino)
- Pays-Bas
  - Amsterdam (Aéroport Schiphol)
- Suisse
  - Zurich (Aéroport de Zurich)
- République tchèque
  - Prague (Aéroport de Prague)
- Royaume-Uni
  - Londres (Aéroport de Londres-Heathrow)

Plusieurs routes ont été fermées entre 2015 et 2022, notamment à la suite de la crise du COVID et de la Guerre en Ukraine. Les routes qui partaient de Varna et Bourgas pendant la saison estivale ont toutes été fermées.

## Flotte

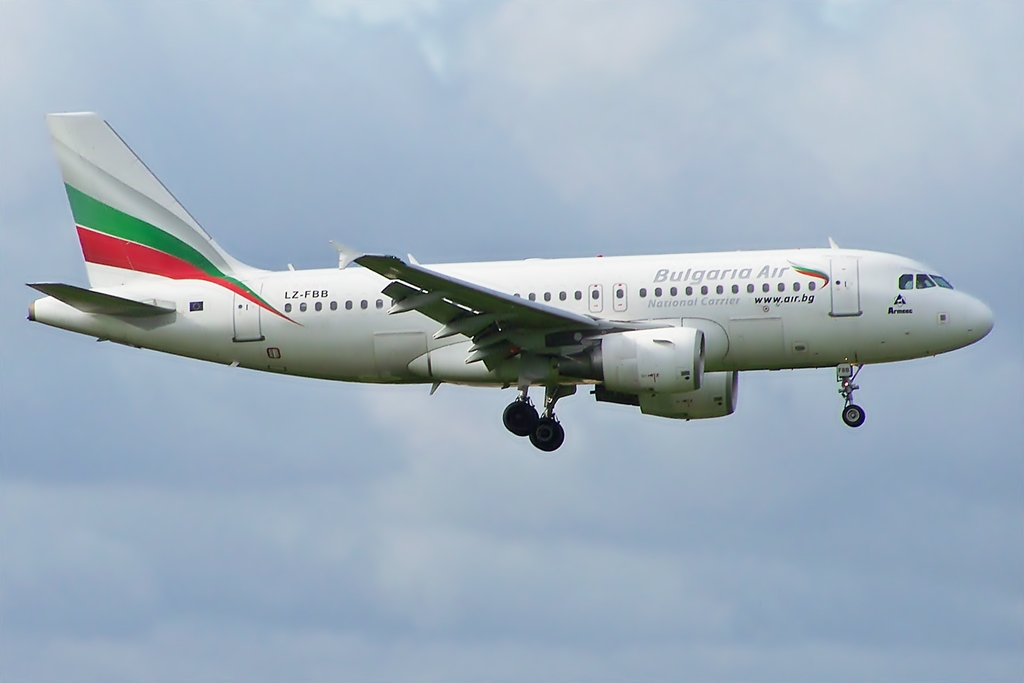
Un Airbus A319 de Bulgaria Air

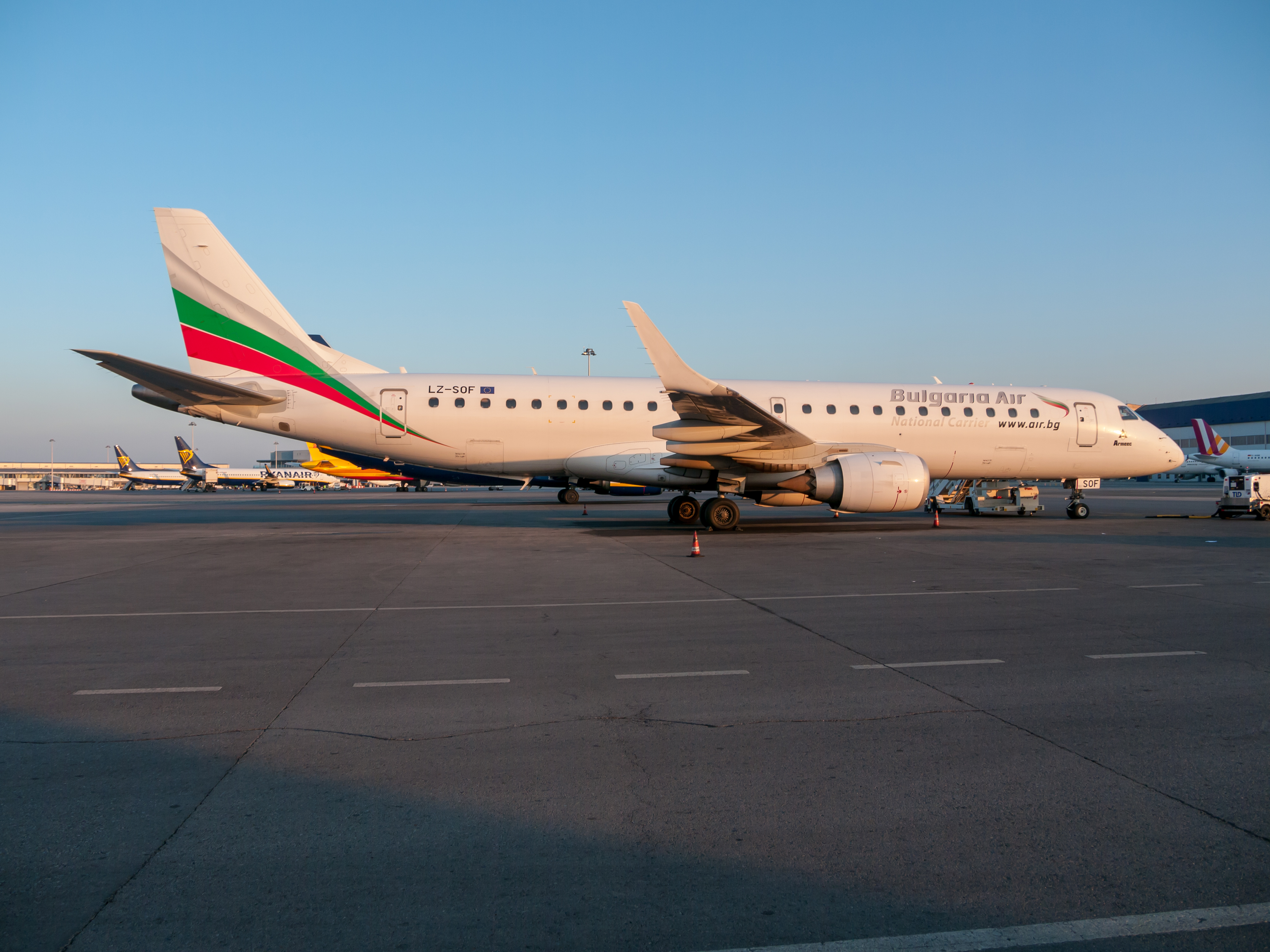
Un Embraer de Bulgaria Air à Sofia.

A l'origine, la flotte de Bulgaria Air était composée uniquement de Boeing 737-300 et 737-500 complétés, par la suite, par des BAe 146-200. Les 737-500 ont quitté sa flotte en 2010, les 737-300 en 2012 et les BAe 146-200s en 2014. Au total 18 Boeing 737, 1 Airbus A319 et 7 BAe 146 ont quitté la compagnie ou ont été retirés. Ils ont été remplacés, en 2008 par des Airbus A319, en 2012 par des Embraer 190 et entre 2016 et 2021 par des A320. 5 Embraer 190 devaient arriver en 2013 mais la livraison n'a pas eu lieu.
Un AVRO RJ-70 a fait partie de la flotte de 2009 à fin 2021.
En août 2022,, la flotte de la compagnie est composée de 11 appareils de marque Airbus et Embraer, avec l'ajout de 4 nouveaux Airbus A320 dans la flotte et le retrait d'un Airbus A319 en 2021. Leur filiale à bas prix Bul Air possède également 9 appareils tous de la même famille, des Boeing 737-300 qui appartenaient auparavant à Bulgaria Air.
En août 2023, Bulgaria Air annonce la commande de 7 nouveaux Airbus A220-300.

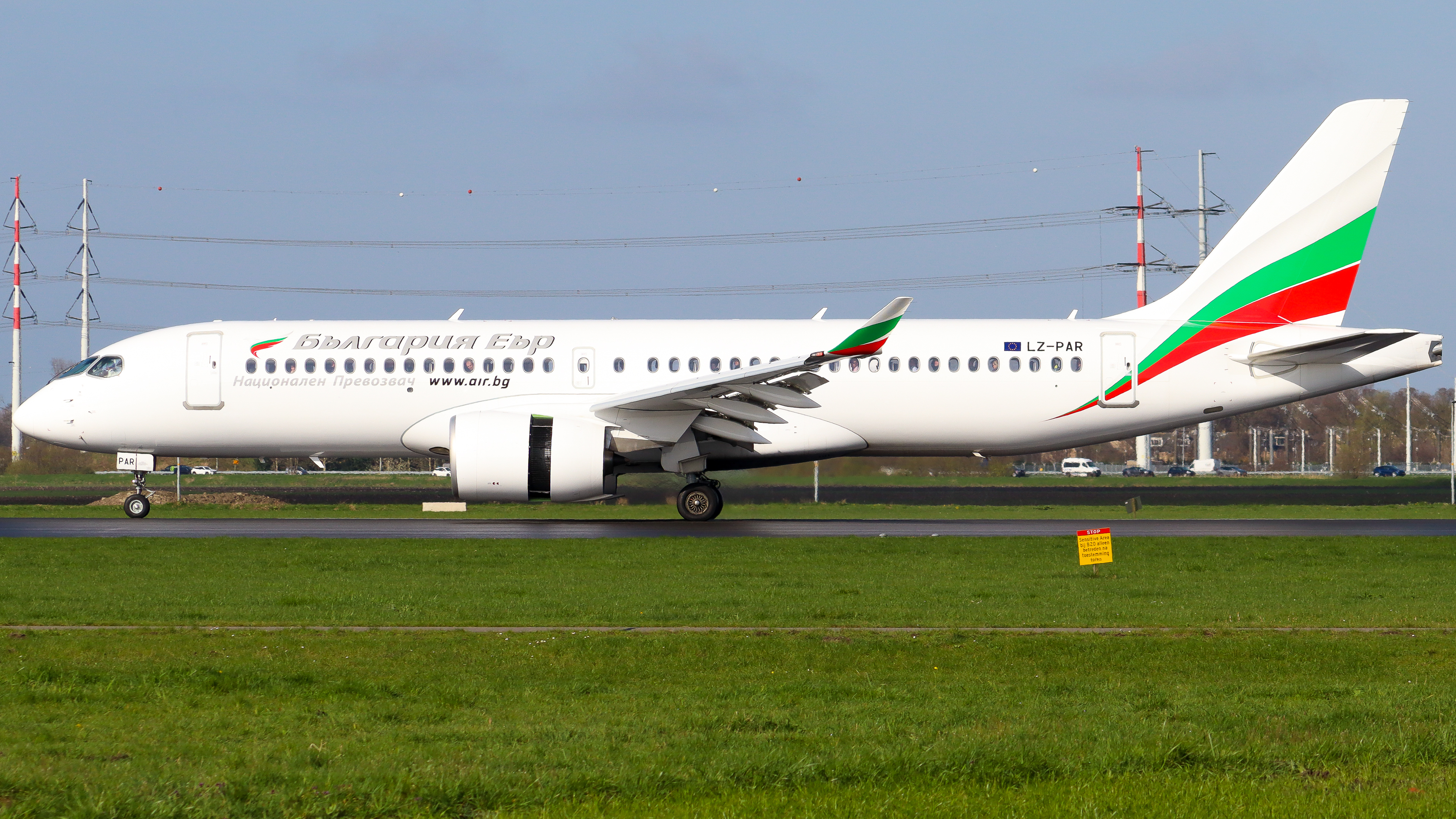
Airbus A220-300 de Bulgaria Air